# Pentagon (plein Amsterdam)
Pentagon is een plein in Amsterdam-Centrum, Zuiderkerkbuurt. Het is een binnenplein centraal gelegen in het gebouw Pentagon.
Het plein kreeg haar naam per raadsbesluit 23 maart 1983. Het werd toen gedefinieerd als het binnenplein van het vijfhoekig gebouw; het enige gebouw aan het plein. Huisnummers lopen op van 1 tot en met 87, al ontbreekt er hier en daar een nummer.
Het is gesitueerd tussen de Sint Anthoniebreestraat, Zwanenburgwal, Raamgrachtplein en Moddermolenstraat. 
Er zijn diverse uitingen van kunst in de openbare ruimte. Gevels van het gebouw zijn beschilderd met cirkelsegmenten en pilaren aan de Sint Anthoniebreestraat zijn opgesierd met schilderingen. In een van de toegangen zijn twee gevelstenen aangebracht. Een met de spreuk:
Beneyt Niemans Profitt
 Laat Elleckop Hoopen Bouwe
Want Of Gy Het Schoon Benyt
Het Fortuyn Sal Syn Loop Houwe
Het andere geeft een ambachtelijk tafereel: De Glasemakers Winkel. Deze gevelstenen zijn restanten van de gebouwen aan de Moddermolensteeg, een  bij de bouw van het Pentagon verdwenen straatje. 

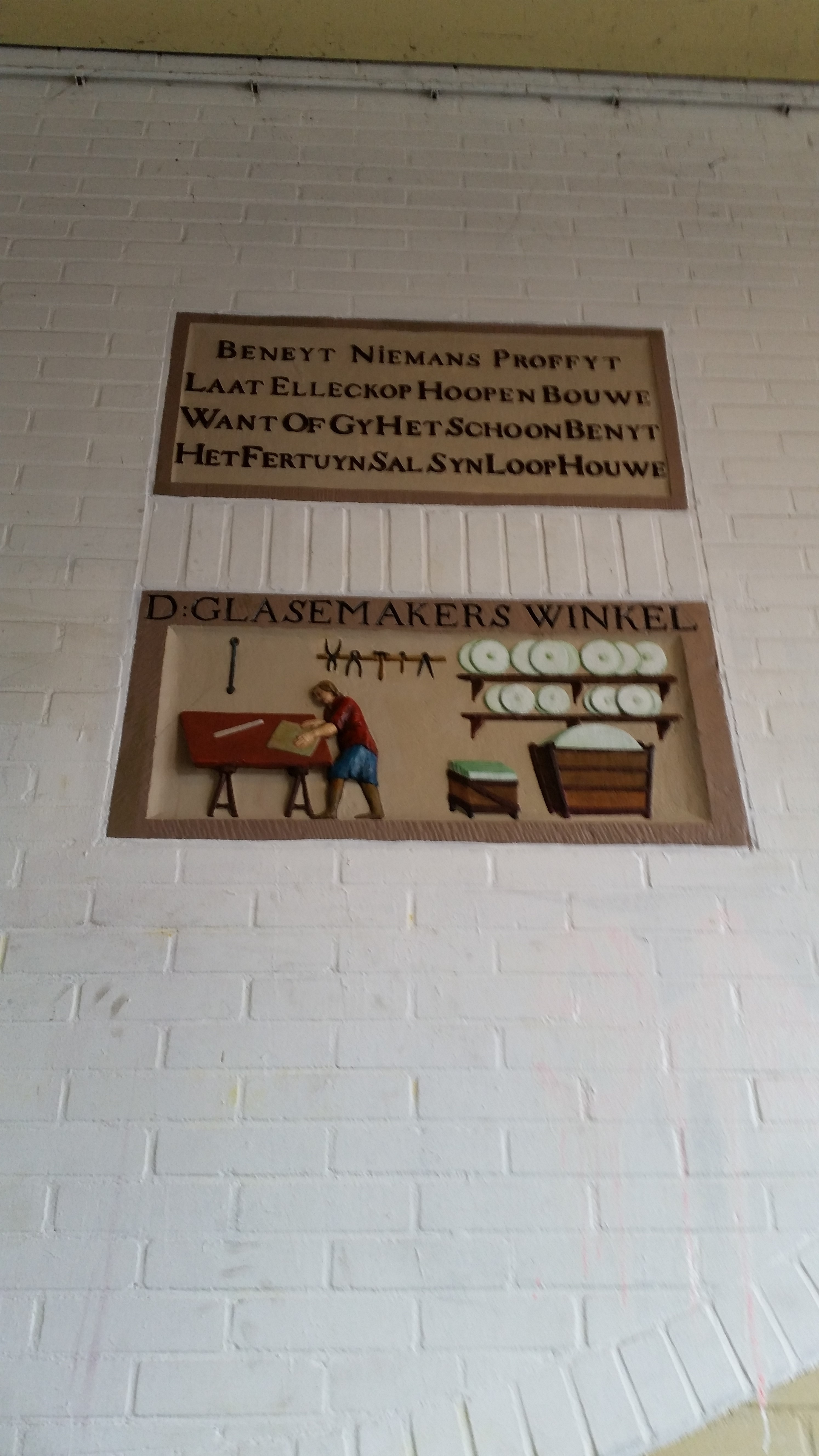
Gevelstenen (november 2019